# Andrij Kłymczuk
Andrij Rusłanowycz Kłymczuk (ukr. Андрій Русланович Климчук; ur. 10 grudnia 1994 w Krzemieńcu) – ukraiński skoczek narciarski, były rekordzista skoczni Trambulina Valea Cărbunării. Medalista mistrzostw Ukrainy. Dwukrotny uczestnik mistrzostw świata.

## Przebieg kariery
Na międzynarodowej arenie zadebiutował 8 stycznia 2011 w zawodach FIS Cup w Szczyrbskim Jeziorze. Zajął wówczas 55. miejsce. Pierwsze punkty do klasyfikacji FIS Cup zdobył 9 czerwca 2012 w Râșnovie, gdzie był dwudziesty. Także w Râșnovie, 20 stycznia 2013 zajął najwyższe w karierze – dziewiąte miejsce w zawodach tej rangi.
Startował w zawodach zimowego Pucharu Kontynentalnego, jednak ani razu nie znalazł się wśród trzydziestu najlepszych zawodników. Najwyższą, 34. pozycję zajął w marcu 2013 w miejscowości Niżny Tagił. Z kolei w edycji letniej Pucharu Kontynentalnego pierwsze punkty zdobył w sierpniu 2015 roku w Wiśle, gdzie zajął 28. miejsce.
Uczestniczył w Zimowym Olimpijskim Festiwalu Młodzieży Europy 2011 w Libercu i w konkursie skoków na skoczni HS 100 zajął 40. miejsce. Wystartował także w Mistrzostwach Świata Juniorów w Narciarstwie Klasycznym 2013 w Libercu i zajął 60. miejsce w zawodach indywidualnych.
W 2013 został powołany do reprezentacji na mistrzostwa świata w Val di Fiemme. Wystartował w kwalifikacjach do obu konkursów indywidualnych, jednak ani razu nie awansował do konkursu głównego. W imprezie tej rangi wziął udział także w 2015, jednak ponownie dwukrotnie odpadł w kwalifikacjach konkursów indywidualnych.
18 stycznia 2013 poprawił rekord normalnej skoczni Trambulina Valea Cărbunării w Râșnovie, uzyskując 89 metrów. Tego samego dnia rekord poprawił Radik Żaparow.

## Mistrzostwa świata

### Indywidualnie
| 2013 Val di Fiemme/Predazzo | – | nie zakwalifikował się (K-95), nie zakwalifikował się (K-120) |
| 2015 Falun                  | – | nie zakwalifikował się (K-90), nie zakwalifikował się (K-120) |

### Starty A. Kłymczuka na mistrzostwach świata – szczegółowo
| Miejsce | Dzień     | Rok  | Miejscowość | Skocznia           | Punkt K | HS     | Konkurs  | Skok 1  | Skok 2  | Nota     | Strata                  | Zwycięzca               |
| ------- | --------- | ---- | ----------- | ------------------ | ------- | ------ | -------- | ------- | ------- | -------- | ----------------------- | ----------------------- |
| NQ      | 23 lutego | 2013 | Predazzo    | Trampolino Dal Ben | K-95    | HS-106 | indywid. | 84,0 m  | 84,0 m  | 77,0 pkt | Nie zakwalifikował się. | Nie zakwalifikował się. |
| NQ      | 28 lutego | 2013 | Predazzo    | Trampolino Dal Ben | K-120   | HS-134 | indywid. | 95,0 m  | 95,0 m  | 74,3 pkt | Nie zakwalifikował się. | Nie zakwalifikował się. |
| NQ      | 21 lutego | 2015 | Falun       | Lugnet             | K-90    | HS-100 | indywid. | 75,5 m  | 75,5 m  | 80,2 pkt | Nie zakwalifikował się. | Nie zakwalifikował się. |
| NQ      | 26 lutego | 2015 | Falun       | Lugnet             | K-120   | HS-134 | indywid. | 102,5 m | 102,5 m | 69,0 pkt | Nie zakwalifikował się. | Nie zakwalifikował się. |

## Mistrzostwa świata juniorów

### Indywidualnie
| 2013 Liberec                | – | 60. miejsce |
| 2014 Val di Fiemme/Predazzo | – | 42. miejsce |

### Starty A. Kłymczuka na mistrzostwach świata juniorów – szczegółowo
| Miejsce | Dzień       | Rok  | Miejscowość | Skocznia           | Punkt K | HS     | Konkurs  | Skok 1 | Skok 2 | Nota     | Strata    | Zwycięzca   |
| ------- | ----------- | ---- | ----------- | ------------------ | ------- | ------ | -------- | ------ | ------ | -------- | --------- | ----------- |
| 60.     | 24 stycznia | 2013 | Liberec     | Ještěd             | K-90    | HS-100 | indywid. | 62,5 m | –      | 43,5 pkt | 240,0 pkt | Jaka Hvala  |
| 42.     | 31 stycznia | 2014 | Predazzo    | Trampolino Dal Ben | K-95    | HS-106 | indywid. | 82,0 m | –      | 76,4 pkt | 155,1 pkt | Jakub Wolny |

## Uniwersjada

### Indywidualnie
| 2015 Szczyrbskie Jezioro | – | 38. miejsce |
| 2017 Ałmaty              | – | 38. miejsce |

### Drużynowo
| 2017 Ałmaty | – | 9. miejsce |

### Starty A. Kłymczuka na uniwersjadzie – szczegółowo
| Miejsce | Dzień       | Rok  | Miejscowość         | Skocznia      | Punkt K | HS     | Konkurs  | Skok 1 | Skok 2 | Nota                 | Strata    | Zwycięzca          |
| ------- | ----------- | ---- | ------------------- | ------------- | ------- | ------ | -------- | ------ | ------ | -------------------- | --------- | ------------------ |
| 38.     | 27 stycznia | 2015 | Szczyrbskie Jezioro | MS 1970 B     | K-90    | HS-100 | indywid. | 80,0 m | –      | 82,8 pkt             | 166,0 pkt | Władimir Zografski |
| 38.     | 1 lutego    | 2017 | Ałmaty              | Gornyj Gigant | K-95    | HS-106 | indywid. | 88,0 m | –      | 101,3 pkt            | 164,5 pkt | Naoki Nakamura     |
| 9.      | 5 lutego    | 2017 | Ałmaty              | Gornyj Gigant | K-95    | HS-106 | druż.    | 90,0 m | –      | 236,6 pkt (97,9 pkt) | 766,3 pkt | Rosja              |

## Zimowy olimpijski festiwal młodzieży Europy

### Indywidualnie
| 2011 Liberec | – | 40. miejsce |

### Starty A. Kłymczuka na zimowym olimpijskim festiwalu młodzieży Europy – szczegółowo
| Miejsce | Dzień     | Rok  | Miejscowość | Skocznia | Punkt K | HS     | Konkurs  | Skok 1 | Skok 2 | Nota     | Strata    | Zwycięzca     |
| ------- | --------- | ---- | ----------- | -------- | ------- | ------ | -------- | ------ | ------ | -------- | --------- | ------------- |
| 40.     | 15 lutego | 2011 | Liberec     | Ještěd   | K-90    | HS-100 | indywid. | 73,0 m | –      | 70,0 pkt | 224,5 pkt | Jarkko Määttä |